# 連想
連想（れんそう、聯想）は、人間の心ないし精神の働きのうち、見聞きするなど五感から得た情報や観念から、他の事物や概念を思い浮かべることである。英語ではassociationあるいはassociativeともいう。

## 概要
連想は、人間の精神が持つ働きで、ある所定の事物などから別の事物の情報を記憶の中から検索して思い出す形で行われる。そのため、当人の過去の経験にもより、ある同じ事物から何を連想するかは、人によってまちまちである（→クオリアも参照）。
人間は獲得した情報を脳内で概念化し、概念同士をリンクさせてネットワークを構成する。リンクの長さは概念間の連想性に応じ、連想性が高ければ近くに、低ければ遠くに配置される。概念のひとつが活性化すると、その概念にリンクした他の概念も同時に励起され、連鎖的に連想の波が広がる。この心の働きを表したモデルを活性化拡散理論という。
こういった精神の働きは、人間が五感から得た情報を意識の上で知覚する際に、より少ない情報からそれら対象が何であるかを認識・判断する上で働いている機能の延長的なものだと解される。見聞きした事物に直接的に関係する情報は、その対象を認識する上でより早い対応を可能とするが、特に「連想」とした場合は、本来その事物とは関係性の低い物事である場合も多い。
連想の例としては、「白いスクリーン」を一面の雪になぞらえ「銀幕」と表現することなどがあげられる。こういった連想では、特に言葉として一般化され、共通認識として普及している場合に比喩と表現される。ただこの共通認識は上に挙げたとおり個々の者に内在する記憶に左右されるため、必ずしも誰に対しても同じ印象を与え得るとは限らない。銀幕の例でも、雪景色を見たことがない者にとっては平坦な白い面から別のものを連想するかもしれない。修辞技法ではしばしばこの連想の働きに基づく技法が導入される。例えば「…」（三点リーダ）は文中においては明確に表現されない文言を内包するが、その前後から読者が内容を推測する。
なお五感を備える者の場合は、外部から得る情報のうち8割を視覚から得ていることにもちなむのか、視覚情報の類似性（形状・色・動き）による連想が行われる傾向がみられる。しかし教育によって訓練されている人間の場合は、抽象的概念の類似性をもって連想する場合もある。多くの場合においては、視覚や聴覚・触覚・嗅覚など様々な感覚の類似性から連想が行われる。また連想は記憶間でも行われる。例えばある情報を記憶の中から抜き出した場合、この記憶の類似性で他の情報が引き出されるケースもまま見られる。
連想は主に無意識的な働きとして日常的な人間の精神活動に見られるが、これは意識的にきっかけを与えるなどして行うことができ、上にあげた記憶に対する連想では、ブレインストーミングのように多人数で連想的に情報を出し合い、この相互作用によって新しい発想に到達しようという考えもある。ただし往々にして「何を連想するか」は無意識的な働きに基づく。
ダニエル・カーネマンは実験によって、先に情報を与えることで連想を意図した方向に誘導できる可能性を示した。このような、先に提示された刺激が、後に提示された刺激の情報処理に影響を及ぼす現象をプライミング効果と呼ぶ（記憶#プライミングも参照）。プライミング効果は自動的かつ強力な現象であり、普段自由意志で行っていると考えている自己決定にも無自覚に影響を与えられることもある。

## 連想と精神
連想は人間の精神の働きの一つであるが、この精神的な働きが何らかの原因によって健康が損なわれている精神疾患の場合に、うまく連想が働かないこともある。連想検査と呼ばれる心理検査では、抽象的な図などを見せて自由に連想させ、その心の働き具合を調べる場合がある。性格検査でもこの手法が用いられ、ヘルマン・ロールシャッハの考案したロールシャッハテストなどが一般によく知られている。

## 情報技術
コンピューターソフトウエアに連想を用いたものがある。論理構造の形式は一様ではないが、一般にユーザーの思考に沿った情報検索が可能となる。データ構造そのものを連想によって最適化し、極めて効率的な分析システムを構築している例がある。